# Ercole Gonzaga
Ercole Gonzaga (ur. 23 listopada 1505 w Mantui, zm. 2 marca 1563 w Trydencie) – włoski kardynał.

## Życiorys
Był jednym z ośmiorga dzieci Franciszka II Gonzagi i Izabeli d'Este; jego braćmi byli m.in. Fryderyk II i Ferrante. W młodości studiował filozofię i literaturę, pod okiem Pietro Pomponazziego, na Uniwersytecie Bolońskim. Został wówczas także ojcem pięciorga dzieci: Anny, Eleonory, Camilla, Elisabetty i Giulia. 10 maja 1521 został mianowany biskupem Mantui. Jednak ze względu na nieosiągnięcie kanonicznego wieku 27 lat, został jedynie administratorem diecezji. Ze względu na dramatyczną sytuację skarbca papieskiego przed Sacco di Roma, Gonzaga został beneficjentem oferty Klemensa VII, dotyczącej sprzedaży kapeluszy kardynalskich za 40 dukatów każdy. 3 maja 1527 został kreowany kardynałem diakonem S. Maria Nuova. Wydał m.in. nowy katechizm dla księży. Po śmierci swojego brata, Fryderyka, poprawił finanse rodu Gonzagów i przez pewien czas sprawował regencję jako władca Mantui. W 1556 otrzymał święcenia kapłańskie, natomiast sakrę biskupią przyjął 8 stycznia 1561. Zmarł 2 marca 1563 z powodu wysokiej gorączki.